# جينيفر هولاند
جينيفر هولاند (بالإنجليزية: Jennifer Holland)‏ وهي ممثلة كندية ولدت في يوم 4 يونيو 1984 في كندا ومثلت في عدة أفلام منها الفطيرة الأمريكية: كتاب الحب و Zombie Strippers و The Sisterhood ومثلت في مسلسل سي إس آي: ميامي.

## روابط خارجية
- جينيفر هولاند على موقع IMDb (الإنجليزية)
- جينيفر هولاند على موقع أول موفي (الإنجليزية)
- جينيفر هولاند على موقع قاعدة بيانات الفيلم (الإنجليزية)
- جينيفر هولاند على موقع كينوبويسك (الروسية)